# Seunalop
Seunalop is een bestuurslaag in het regentschap Aceh Barat Daya van de provincie Atjeh, Indonesië. Seunalop telt 1103 inwoners (volkstelling 2010).